# Devaganahalli, Sidlaghatta
Devaganahalli là một làng thuộc tehsil Sidlaghatta, huyện Kolar, bang Karnataka, Ấn Độ.